# 青年知識
《青年知識》是曾經在香港由青年知識社發行的周刊雜誌，1941年8月6日創刊，中國共產黨黨員張鐵生主編。
1937年12月，中共中央長江局派廖承志去香港，1941年1月廖承志成立八路軍香港辦事處，對外稱粵華公司，負責中共在香港的聯絡與宣傳:198，在他領導下開始出版《青年知識》:309，同年8月5日在中共辦的《華商報》第1版刊出《青年知識》的創刊發行廣告，4日後，該報刊登〈青年知識社再版啟事〉稱「未及兩天，即已售罄」連夜加印4000份。
黃秋耘於八路軍香港辦事處工作時曾擔任該雜誌編輯:308，同時期的編輯還有巴人（王叔任），黃秋耘回憶，只要把文章的內容和字數告訴巴人，僅一天就能全部寫出來，署名千奇百怪如「八戒」、「行者」等:268。
1947年的第20期於3月16日發行，該期署名「史堅」的文章〈台灣的災難〉提及二二八事件，常被日後相關出版品引用。
中華人民共和國成立後，張鐵生離開新聞工作，《青年知識》無疾而終，甘惜分主編的《新聞學大辭典》、王檜林和朱漢國主編的《中國報刊辭典（1815—1949）》、以搜羅全面和材料豐贍著稱的方漢奇主編的《中國新聞事業編年史》均無該刊資料。